# AKT (proteina)
AKT (conosciuta anche come protein-chinasi B o PKB) è una proteina citosolica che svolge un ruolo chiave nel pathway PI3K\Akt.
La sua attività consiste nella fosforilazione di vari substrati proteici nei residui serina e treonina, portando spesso alla loro inattivazione. Ciononostante, l'attivazione di Akt provoca come risultato effettivo l'attivazione di vie biochimiche che portano alla crescita cellulare ed alla resistenza all'apoptosi. Ne esistono tre isoforme: AKT1, AKT2 ed AKT3.

## Pathway PI3K/Akt/mTOR
In presenza di un opportuno ligando (in genere un fattore di crescita necessario per l'utilizzo dei nutrienti) che attiva un recettore tirosin-chinasico, avviene l'attivazione, tramite fosforilazione, della fosfoinositide 3-chinasi (PI3K). Questa incomincia a fosforilare vari substrati, come la Glicogeno sintasi chinasi-3,  mTOR,  FKHR,  MDM2,  p21,  HIF-1,  IKK,  Bad,  e la caspase 9, inattivandoli. Tra questi vi è il fosfatidil inositolo 4,5 bifosfato (PIP2) che viene fosforilato a fosfatidil inositolo 3,4,5 trifosfato (PIP3) il quale rimane sulla membrana plasmatica ed attiva Akt libera nel citoplasma. Akt, una volta attivata, fosforila disattivando vari bersagli proteici cellulari che producono come effetto finale netto l'induzione della crescita cellulare e la resistenza all'apoptosi.
Ad esempio fosforila Bad, una proteina proapoptotica, che viene quindi riconosciuta dalla proteina 14-3-3 e bloccata. Fosforila una GAP chiamata Tsc2 inibendola. Tsc2 agisce su una GTPasi monomerica, correlata a Ras chiamata Rheb. Rheb nella sua forma attiva (Rheb-GTP) attiva mTOR nel complesso 1. mTOR attivato induce un'azione di crescita, angiogenesi ed utilizzo del glucosio tramite l'incremento dei trasportatori di membrana.
Akt, inoltre, è un bersaglio di PTEN (Phosphatase and tensin homolog), un oncosoppressore che, fosforilandolo, annulla gli effetti di proliferazione e resistenza all'apoptosi, indotti da Akt.

## Altre interazioni
Akt provoca l'attivazione della citrato liasi (ACL) la quale converte il citrato ad acetil CoA il quale viene utilizzato per la sintesi di acidi grassi, colesterolo ed isoprenoidi, portando così la cellula ad avere tutti i componenti necessari per la sintesi della membrana plasmatica. Interagisce anche con GSK3B inibendolo, ed quindi un attivatore della via biochimica della beta-catenina.
Akt inibisce il fattore trascrizionale FOX-O implicato nella sovraespressione delle proteine pro apoptotiche e sottoespressione di quelle anti apoptotiche, inducendo la morte cellulare.

## Akt e patologie
I componenti della via biochimica PI3K\Akt sono spesso mutati in cellule tumorali.